# 斯捷波韦 (伊尔克利伊夫市镇)
49°32′23″N 32°33′36″E / 49.53972°N 32.56000°E
斯捷波韋是位於烏克蘭中部的村莊，由切爾卡瑟州佐洛托諾沙區的伊爾克利伊夫市鎮負責管轄。該村面積1平方公里，海拔高度112米，2001年人口665，人口密度每平方公里665人。